# 格罗森塞
格罗森塞是德国石勒苏益格－荷尔斯泰因州的一个市镇。总面积12.11平方公里，总人口1736人，其中男性871人，女性865人（2011年12月31日），人口密度143人/平方公里。